# 1992 (televisieserie)
1992 is een Italiaanse politieke dramaserie in regie van Alessandro Fabbri, Ludovica Rampoldi en Stefano Sardo. De serie was een idee van de Italiaanse acteur Stefano Accorsi die een van de hoofdrollen vertolkt, naast Guido Caprino, Domenico Diele, Miriam Leone, Tea Falco en Alessandro Roja.

## Verhaallijn
De serie volgt het leven van zeven personen die met elkaar in contact komen in de periode van snelle politieke verandering in het Italië van de vroege jaren negentig. 
- Leonardo Notte is de marketingmanager in het reclamebedrijf van ene Silvio Berlusconi, ondernemer en mediamagnaat. Hij maakt scherpe analyses van waar de maatschappij naar toe evolueert en werkt genadeloos verder aan een steil klimmende carrière.
- Luca Pastore is een politiedetective die werkt voor onderzoeksrechter Antonio di Pietro. Hij is HIV-positief na een bloedtransfusie met onzuiver bloed, waar zakenman Michele Mainaghi voor verantwoordelijk is.
- Michele Mainaghi is in nog veel meer schimmige zaken betrokken met corrupte afspraken tussen politiek en zakenleven.
- Bibi Mainaghi is zijn wat doelloos ronddwalende dochter, die een schakelrelatie heeft met Pastore. Wanneer Mainaghi zelfmoord pleegt, wordt Bibi de nieuwe bedrijfsleidster en stoot ze Pastore af.
- Rocco Venturi is een collega van Pastore, maar hij heeft speelschulden, verraadt het onderzoeksteam en chanteert Leonardo Notte.
- Pietro Bosco is een ex-militair die zonder enige politieke feeling of ervaring verkozen raakt in het parlement voor Lega Nord nadat hij een van de politici gered heeft van een aanslag. Hij schudt zijn onschuld snel af en leert snel zich in de politieke wereld recht te houden.
- Micheles minnares Veronica Castelle is bereid tot relaties met eender wie haar naar een succesvolle televisiecarrière kan voeren. Zo heeft ze relaties met Notte en Bosco.

Die relaties gebeuren terwijl het Italiaanse gerecht grootschalige opzoekingen doet naar politieke corruptie in het kader van het onderzoek Mani pulite. Het wordt het einde van de Eerste Italiaanse republiek, en het einde voor een aantal traditionele partijen in Italië die mee het democratisch systeem hebben vorm gegeven sinds het einde van de Tweede Wereldoorlog zoals de Italiaanse Socialistische Partij en Democrazia Cristiana. Een aantal politici en ondernemers pleegden zelfmoord, sommigen zoals Bettino Craxi vluchtten naar het buitenland en anderen zagen hun kans schoon voor een politieke carrière met de opkomst van de Lega Nord en vooral Silvio Berlusconi.
In de serie worden historische elementen en fictie vermengd. Leonardo Notte werkt in de publiciteitsfirma Publitalia '80, wat de echte naam is van het bedrijf van Berlusconi. Antonio Di Pietro was de openbaar aanklager tijdens Mani Pulite. De moorden op de onderzoekers Giovanni Falcone en Paolo Borsellino komen in beeld. Maar vooral toont de serie hoe Forza Italia van Berlusconi en de Lega Nord van Umberto Bossi aan de macht komen.

## Rolverdeling
- Stefano Accorsi als Leonardo Notte
- Domenico Diele als Luca Pastore
- Tomasso Ragno als Michele Mainaghi
- Alessandro Roja als Rocco Venturi
- Tea Falco als Bibi Manaighi
- Miriam Leone als Veronica Castelle
- Guido Caprino als Pietro Bosco
- Antonio Gerardi als Antonio Di Pietro

## Productie
De serie was een monsterproductie. Naast de hoofdacteurs waren er 150 andere acteurs met tekst en 3000 figuranten. Men nam op in meer dan 100 locaties in heel Italië waaronder het Parlement van Italië, de Villa Fendi in Rome en de Pirellitoren in Milaan.
In 2015 werd de serie uitgezonden in Oostenrijk, het Verenigd Koninkrijk, Duitsland en Ierland. De serie werd in mei 2016 uitgezonden op Canvas in Vlaanderen. Ook in 2016 volgde uitzending in Frankrijk, Spanje en de Scandinavische landen. Een vervolg op de serie werd de televisieserie 1993.

### Soundtracks seizoen 1
| Nummer                            | Uitvoerder                            |
| --------------------------------- | ------------------------------------- |
| Above the clouds                  | Paul Weller                           |
| All that she wants                | Ace of Base                           |
| Daydream                          | Smashing Pumpkins                     |
| Everybody hurts                   | R.E.M.                                |
| Found love                        | Double Dee                            |
| Gypsy woman                       | Crystal Waters                        |
| I nearly lost you                 | Screaming Trees                       |
| Killer                            | Seal                                  |
| Movin' on up                      | Primal Scream                         |
| Nightswimming                     | R.E.M.                                |
| Non amarmi                        | Aleandro Baldi feat. Francesca Alotta |
| Please don't go                   | Double You                            |
| Set adrift on memory bliss        | PM Dawn                               |
| Taillights fade                   | Buffalo Tom                           |
| The concept                       | Teenage Fanclub                       |
| (Trhu) The gates of the big fruit | Urban Dance Squad                     |
| Waiting for the miracle           | Leonard Cohen                         |
| Washer                            | Slint                                 |